# Оранжевогрудый овсянковый кардинал
Оранжевогрудый овся́нковый кардина́л (лат. Passerina leclancherii) — вид певчих птиц из семейства кардиналовых. Выделяют два подвида . Эндемик Мексики. Видовое название дано в честь французского натуралиста Шарля Рене Огюстена Лекланше (фр. Charles Rene Augustin Leclancher, 1804—1857), который получил типовой образец вблизи Акапулько во время его путешествия на корабле «Венера» между 1836 и 1839 годами.

## Описание

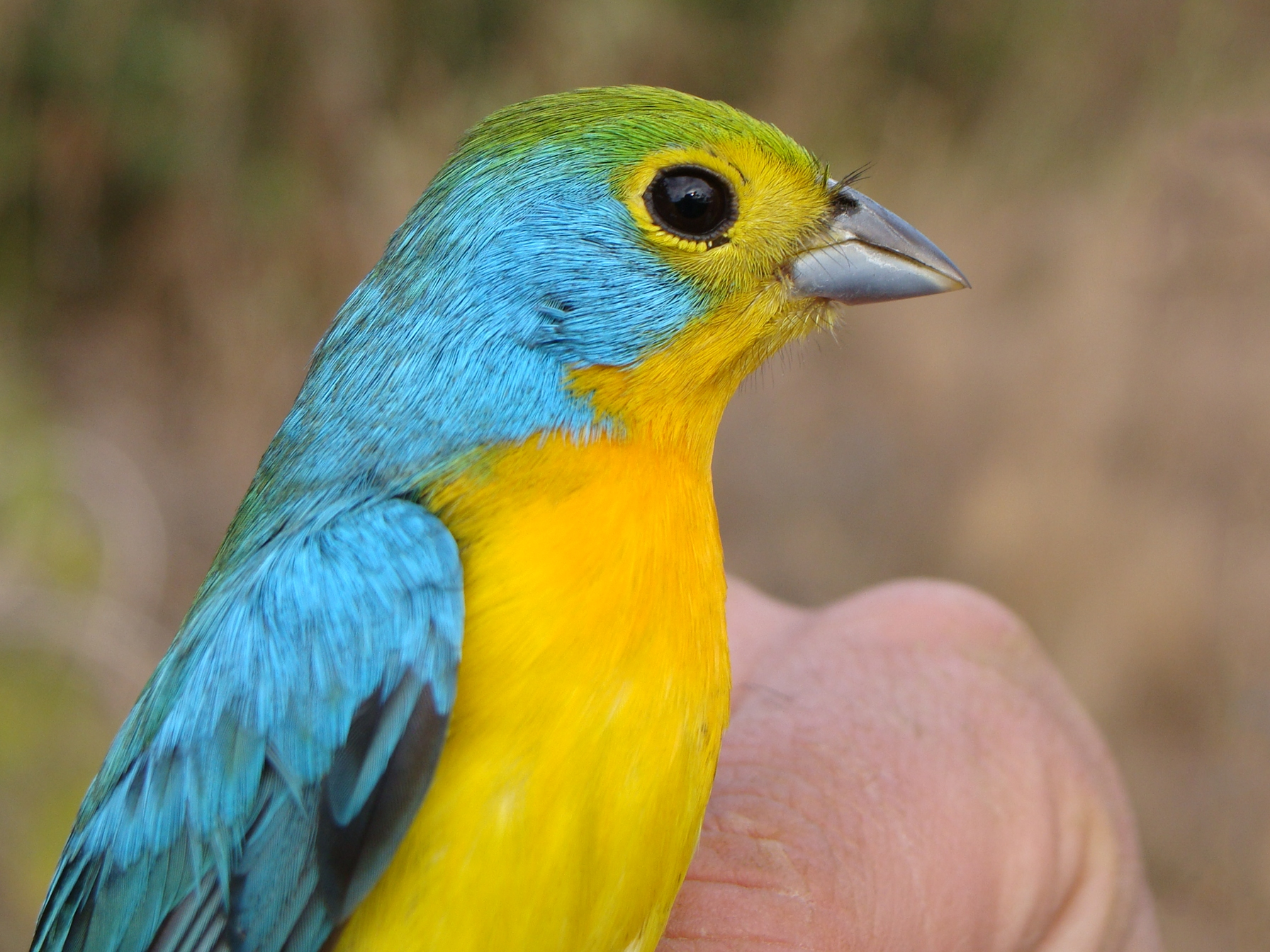
Самец

Оранжевогрудый овсянковый кардинал достигает длины 11,5—13,9 см и массы от 12 до 15,1 г. Выражен половой диморфизм. У взрослых самцов макушка жёлто-зелёная или яблочно-зелёная. Затылок и верхняя часть тела бирюзово-голубого цвета, спина обычно с зелёным оттенком; бирюзовый хвост. Уздечка, окологлазное кольцо и нижняя часть тела канареечно-жёлтые. По груди проходит кадмиево-жёлтая или золотисто-оранжевая полоса. Радужная оболочка тёмно-коричневая, а клюв и ноги серые. У взрослых самок верхняя часть тела серовато-зелёная. Кроющие перья ушей, крылья, верхние кроющие перья хвоста и хвост голубоватого цвета. Уздечка, окологлазное кольцо, горло и нижняя часть тела жёлтые, с серым оттенком по бокам и груди.
Неполозрелые самцы похожи на взрослых самок, но более яркие, с большим количеством бирюзового цвета на кроющих ушей и кроющих перьях хвоста, а также с большим количеством оранжевого на груди. Неполозрелые самки похожи на взрослых самок, но голова и верхняя часть тела более серые, с небольшим количеством бирюзового цвета или вообще без него. Грудь более тёмная, а жёлтая нижняя часть тела более тусклая.

## Поведение
Оранжевогрудый овсянковый кардинал является эндемиком тихоокеанского склона в западной и юго-западной Мексике. Встречается от уровня моря до высоты 1200 м над уровнем моря, обычно ниже 900 м.
Обитает в сухих или полузасушливых терновых лесах, кустарниковых широколиственных лесах, на опушках и заросших лесных полянах. Обычно встречается парами или небольшими группами, на земле или невысоко от земли, часто на обочинах дорог. Птицы часто прыгают и садятся на землю, камни, упавшие бревна или низко свисающие ветви; редко летают на открытом пространстве. Питаются преимущественно семенами, но в состав рациона также входят насекомые.

## Размножение
Биология размножения исследована недостаточно. Сезон размножения приходится на сезон дождей. Период гнездования начинается в середине—конце мая. Кладки наблюдались с середины до конца июня, на больших высотах — с конца июля. Чашеобразное гнездо сооружается из травы, корней и сухих листьев, выстилается внутри более мелкой сухой травой и размещается в густом кустарнике не высоко от земли. В кладке 3—4 яйца голубовато-белого или зеленовато-белого цвета.

## Подвиды и распространение
Выделяют два подвида:
- Passerina leclancherii grandior Griscom, 1934 — от штата Колима до Чьяпаса (запад и юго-запад Мексики)
- Passerina leclancherii leclancherii Lafresnaye, 1840 — штат Герреро (юго-запад Мексики)